# Zivatarlánc

Igen nagy kiterjedésű zivatarlánc mozgása radarképen

A zivatarlánc vagy zivatarláncolat (elterjedt angol elnevezése squall line) egy időjárási jelenség, több, láncba rendeződött zivatarcella együttese.

## Kialakulása, és jellemzése
Legtöbbször akkor jön létre, amikor egy forró, meleg (kánikulai) időszakot szakít meg egy markáns hidegfront. Ilyenkor a hidegfront előterében és mögötte hatalmas (gyakran több mint 10-12 °C-os) hőmérséklet-különbségek alakulnak ki. Ekkor a CAPE nagyon magas és a napsugárzás hatására felhők keletkeznek és zivatarfelhőkké módosulnak. Ezek a front előtti hőzivatarok. Nem tartanak túl sokáig, mivel az 'átforduló szél (Magyarországon általában északi, északnyugati lesz a déli, délkeletiből) „lebontja” őket. Ezután alakul ki a frontvonalra illeszkedve a zivatarlánc (SL), amit a radaron piros jelzéssel láthatunk. Egyes láncokban szupercellák is előfordulnak, melyek károkat is okozhatnak. Gyakran létrejönnek olyan frontok, melyeken több zivatarlánc is előfordul (főleg nyáron). Az ilyen rendkívüli időjárási helyzetben az is bekövetkezik, hogy egyszerre több irányból látunk villámlást. (Például Székesfehérváron, 2008. július 20-án, vasárnap)
A zivatarok elvonultával a hőmérséklet (gyakran drasztikusan) lecsökken, és fúj a szél. Az eső és a villámlás idején célszerű az ablakokat becsukni, de utána a kellemes levegő miatt jobb kinyitni.

## A zivatarlánc észlelése
A zivatarokat különféle radarokon lehet észrevenni, de léteznek erre szakosodott időjárási oldalak is.
Ha hidegfront érkeztéről szerzünk tudomást, célszerű a cseh vagy a német radart nézni, a frontok túlnyomó többségben ebből az irányból, északnyugat felől érkeznek, és általában már a határon kívül kialakul az említett zivatarvonal. Műholdképeken a kialakuláskor apró, füstszerű gomoly, majd a rendszer fejlődése közben eléri a tropopauzát, ekkor már horizontális, és nem vertikális irányban növekszik, a műholdképen tehát kör vagy ovális alakban jelenik meg.